# Steinau (Panten)
Die Steinau ist ein Bach im Gebiet des Amtes Sandesneben-Nusse im Kreis Herzogtum Lauenburg.

## Verlauf
Die Steinau entsteht nördlich von Nusse durch den Zusammenfluss des Duvenseebaches mit dem Ritzerauer Mühlenbach und dem Ausfluss des Ritzerauer Sees (Wohldbek). Von dort verläuft sie als künstlicher Graben durch Nusse und dient der örtlichen Kläranlage als Vorfluter. Etwa 500 Meter hinter dem Ortsausgang erhält der Bach sein naturbelassenes Bett zurück, um anschließend bei Mannhagen ein hügeliges Endmoränental zu durchfließen. Die Steinau gehörte seit 1158 nach einer interpolierten Urkunde Heinrich des Löwen als Wasser Stenowe zur Grundausstattung des Tafelguts der Bischöfe von Ratzeburg, die hier die Vogtei Mannhagen anlegten. In Mannhagen weitet sich das Steinautal wieder, so dass der Bach hier bei Hochwasser die Möglichkeit hat, über seine Ufer zu treten. Ab Ortsausgang Mannhagen öffnet sich das Steinaubett zu einem stark verlandeten ehemaligen Mühlenteich.
Von hier wurde bis in die Mitte des 20. Jahrhunderts das Mühlrad der Mannhagener Mühle mit Wasser versorgt. Sie war eine von drei Mühlen, darunter einer Papiermühle, die seit dem Mittelalter an der Steinau nachgewiesen werden können. Das Mühlengebäude ist verfallen und das Steinauwasser stürzt ungenutzt über ein fast 2 Meter hohes Wehr in einen Kolk.
Etwa einen Kilometer weiter bachabwärts speist die Steinau mehrere Fischteiche, erreicht das Dorf Hammer, das seinen Namen von dem hier mit der Wasserkraft der Steinau betrieben Kupferhammer erhielt, stürzt erneut über ein Wehr und passiert dann ein Mehrfamilien-Wohnhaus, das sich seit den 1960er Jahren an der Stelle der früheren Korkmühle befindet. Außerhalb von Hammer mündet sie in die zum Elbe-Lübeck-Kanal ausgebaute Stecknitz.

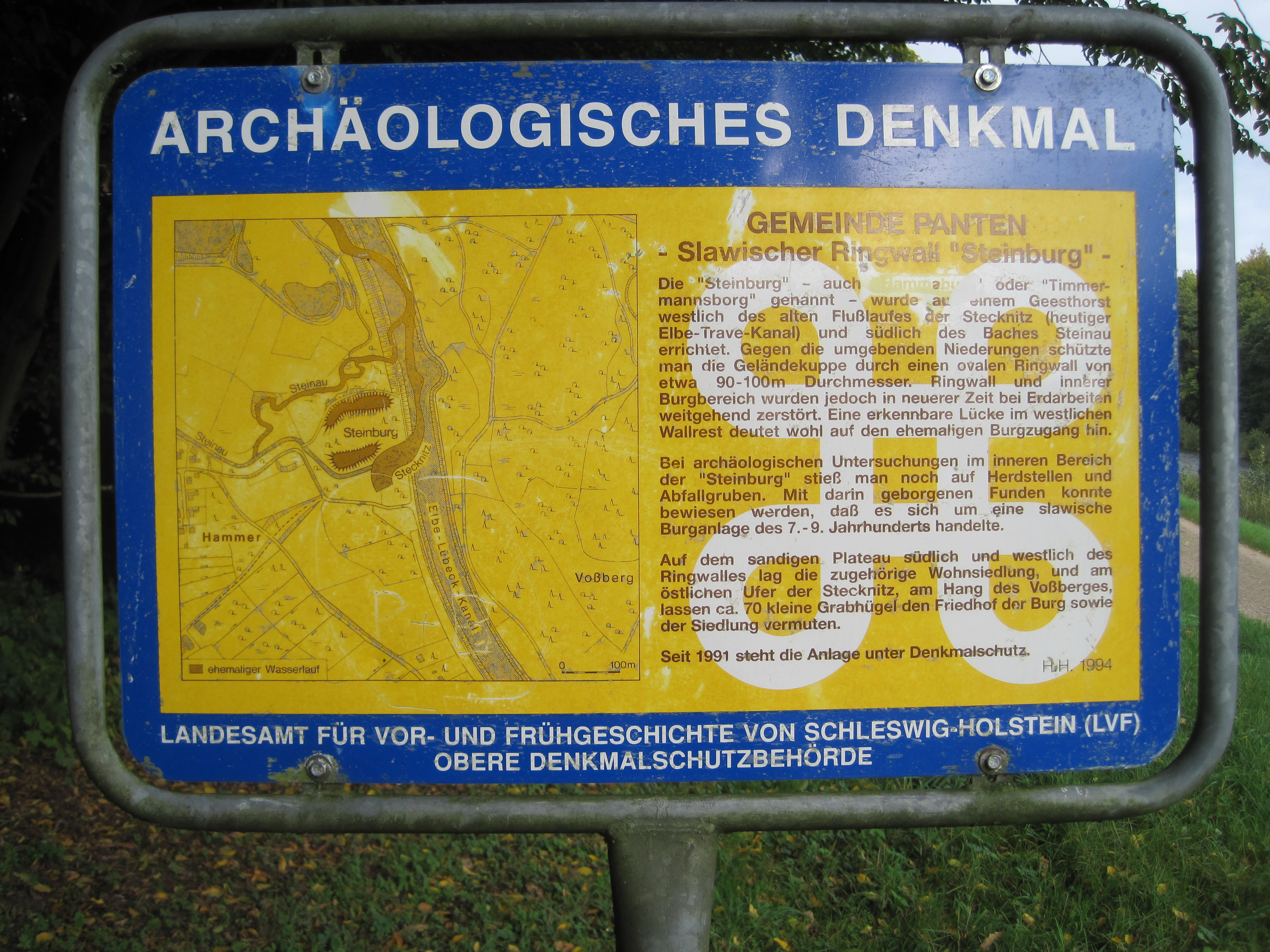
Lage von Steensburg und Mündung

An dieser Stelle lag auf einer Landzunge zwischen beiden Gewässern und durch feuchte Wiesen geschützt früher die slawische Steensborg, die etwa zeitgleich mit Liubice einen Handelsplatz an dieser Stelle schützte, auf dem Güter auf dem Transport von der Elbe nach Norden wieder auf Boote umgeladen werden konnten. Die Burg wurde 1945 im Wesentlichen abgetragen. Der Burgwall hatte einen Durchmesser von 90 bis 100 Metern. Die Mündung der Steinau lag früher nördlich der Steensburg, heute südlich.

## Ökologie
Die Steinau stellt mit ihren Zuflüssen einen wichtigen Biotopverbund zwischen den Naturschutzgebieten Hevenbruch (Koberger Wald), Ritzerauer Hofsee und Duvenseebachniederung sowie Pantener Moorweiher und Umgebung dar. Mit ihrem mäandrierenden Verlauf, zahlreichen Kiesbänken, freigespülten Erlenwurzeln am Ufer und abgebrochenen Kopfweiden bietet der Bach in den naturbelassenen Abschnitten ein kleinteiliges Mosaik von Lebensräumen für zahlreiche Tiere und Pflanzen. Bei einem durchschnittlichen Gefälle von etwa zwei Promille ist die Fließgeschwindigkeit des Baches als moderat zu bezeichnen. Die Wassertiefe misst in den naturnahen Bachabschnitten nur wenige Dezimeter, vor der ehemaligen Korkmühle in Hammer beträgt sie dagegen ca. 2 Meter. Seit Einführung der Abwasserklärung hat sich die Wasserqualität der Steinau und damit das Unterwasserleben deutlich verbessert.